# Joseph Farquharson
Joseph Farquharson, född 4 maj 1846 i Edinburgh, död 15 april 1935 i Finzean i Aberdeenshire, var en skotsk konstnär. Han målade främst skotska landskap, ofta innehållande djur. Han är mest känd för Beneath the Snow Encumbered Branches.